# Crisantemi per un branco di carogne
Pour plus de détails, voir Fiche technique et Distribution.
Crisantemi per un branco di carogne, est un western spaghetti italien sorti en 1968, réalisé par Sergio Pastore.

## Synopsis
Malo, un bandit, arrive dans un village et enlève Sharon, la jeune mariée, le jour de son mariage. Il se réfugie dans un monastère avec sa bande. Le bandit essaie d'épouser la belle, mais le prêtre du monastère refuse de célébrer le mariage. À la fin, le prêtre part du monastère à la poursuite de la bande.

## Fiche technique
- Titre original italien : Crisantemi per un branco di carogne
- Réalisation : Sergio Pastore
- Scénario : Gianni Manera et Sergio Pastore
- Genre : western spaghetti
- Musique : Piero Umiliani
- Production : Ezio Trapanese, Silvana Mattina pour S.C.A.A. - Società Cinematografica Artisti Alleati
- Photographie : Tino Santoni[2]
- Format d'image : 2.35:1
- Pays de production :  Italie
- Durée : 89 min
- Année de sortie : 1968
- Langue originale : italien

## Distribution
- Edmund Purdom : le prêtre du monastère
- Gianni Manera : Malo
- Marilena Possenti : Sharon
- Ivano Davoli
- Livio Lorenzon
- Giovanna Lenzi

## Film perdu
À ce jour, il n'y a plus de copie disponible du film : les originaux du films étaient propriété de la productrice exécutive, Silvana Mattina. C'est de fait un film disparu, même s'il existe encore des photos de certaines scènes, les affiches, les cartes de réception et la bande sonore complète (composée par Piero Umiliani).